# Zaporijjea, Tokmak
Zaporijjea (în ucraineană Запоріжжя) este un sat în comuna Novomîkolaiivka din raionul Tokmak, regiunea Zaporijjea, Ucraina.

## Demografie
Componența lingvistică a localității Zaporijjea
     Ucraineană (86,3%)
     Rusă (13,42%)
     Alte limbi (0,28%)
Conform recensământului din 2001, majoritatea populației localității Zaporijjea era vorbitoare de ucraineană (86,3%), existând în minoritate și vorbitori de rusă (13,42%).